# Cala dels Tries
La cala dels Tries, o Port d'Esclanyà, és una platja del municipi de Begur (Baix Empordà), situada al nucli de Fornells, en una zona urbanitzada, entre la cala d'Aiguablava, al sud, i la platja d'en Malaret, al nord. Orientada a l'est, té una longitud de 63 m i una amplada entre 11 i 15 m, formada per còdols i blocs.
El nom de Port d'Esclanyà procedeix dels petits embarcadors de ciment que, a manera d'espigó i de rampa, s'endinsen en el mar.
Sobre la platja hi ha una casa, obra de l'arquitecte Antoni Bonet i Castellana, inclosa a l'Inventari del Patrimoni Arquitectònic de Catalunya.